# Алиса у земљи иза огледала
Алиса у земљи иза огледала је аустралијско-италијански анимирани филм из 1987, у продукцији Бурбанк Филмс Аустралија. Филм је рађен по књизи Луиса Керола - Алиса с оне стране огледала. Филм су режирали Андреа Бершчани и Ричард Слапчински. У оригиналној верзији филма, гласове су позајмили: Џенет Валдо, Мистер Ти, Филис Дилер, Џонатан Винтерс, Алан Јанг, Таунсенд Колмен, Хел Рејл и Џорџ Гобел.
Филм је на српски језик 2006. године синхронизовао студио Призор. Филм је имао DVD премијеру у Србији и Црној Гори.

## Прича
Филм почиње тако, што је Алиси досадно, јер је заробљена у кући због олује. Алиса пожели да може да прође кроз огледало и та жеља јој се оствари. Велики део филма се састоји у томе, што Алиса и дворска луда по имену луди Том пролазе кроз разне проблеме из романа, међутим највећи део филма се састоји у томе што Алиса жели да постане краљица, а да би то остварила мора да дође до осмог поља, али је на том путу чекају разне препреке. У филму се такође појављују разна зачуђујућа створења, на пример Хампти Дампти, човек у потпуности сачињен од папира или животиње које говоре. Када се Алиса пробуди, игра партију шаха са својим оцем, на табли која представља њен сан.

## Улоге
| Име лика         | Име глумца      |
| ---------------- | --------------- |
| Алиса            | Ивана Поповић   |
| Луди Том         | Марко Живић     |
| Бела краљица     | Јадранка Селец  |
| Бели краљ        | Милан Чучиловић |
| Кентаур          | Милан Чучиловић |
| Јарац            | Марко Живић     |
| Морски Колачић   | Милан Чучиловић |
| Поштанске новине | Јадранка Селец  |
| Машиновођа       | Марко Живић     |
| Твидлдам         | Милан Чучиловић |
| Твидлди          | Марко Живић     |
| Хампти Дампти    | Милан Чучиловић |
| Бели витез       | Марко Живић     |
| Џебервок         | Милан Чучиловић |
| Црвена краљица   | Јадранка Селец  |
| Бедерснеч        | Марко Живић     |
| Сноркс           | Марко Живић     |
| Чаробњак         | Марко Живић     |
| Алисин тата      | Милан Чучиловић |